# Competències a la Unió Europea
Les competències a la Unió Europea s'estableixen per atribució i es distribueixen entre la Unió Europea i els estats membres.
És característic del dret de la Unió Europea les competències funcionals. Açò vol dir que les institucions de la Unió Europea poden aprovar tota regulació necessària per a complir l'objectiu marcat en els tractats. Aquestes competències poden ampliar els poders de la Unió Europea de manera il·limitada en principi.
El conflicte competencial es resol seguint el principi de prevalència i és tasca del Tribunal de Justícia de la Unió Europea. El Tribunal de Justícia s'ha dedicat a defendre els interessos de la Unió Europea per damunt d'aquells dels estats membres.
Per a garantir la distribució de competències hi ha la divisió horitzontal del poder en les institucions europees i l'aplicació del principi de subsidiarietat i el de proporcionalitat.
Per pressió de les regions europees, especialment els estats federals alemanys perquè veien que perdien poders perquè eren atribuïts a la Unió Europea, s'ha defès una noció més estricta de competència, que s'aconseguí mitjançant la Constitució per a Europa de 2004. Les competències de la Unió Europea quedaren delimitades amb més precisió: competències exclusives, competències compartides i accions de suport, coordinació o complement. Aquestes categories de competència foren incorporades al dret primari amb el Tractat de Lisboa.